# Вант-путенс
Вант-путенсы (нидерл. wantputting) — металлические полосы, стержни, цепи, проходящие снаружи борта парусного судна и прочно скреплённые с набором и обшивкой.
К верхним концам вант-путенсов крепят талрепы или нижние юферсы вант и стень-фордунов.
На шлюпках «вант-путенсами» называют фасонные обушки или планки с проушинами, служащие для обтяжки вант. Вант-путенсы шлюпки располагают симметрично по бортам и крепят к планширю шлюпки.